# Бавдоліно
«Бавдоліно» (італ. Baudolino) — роман Умберто Еко, в якому розповідається про пригоди молодика на ймення Бавдоліно у справжньому та міфічному християнському світі XII століття. Опублікований 2000 року.

## Сюжет
1204 року Бавдоліно входить до Константинополя, не підозрюючи про те, що Четвертий хрестовий похід перетворив місто у повний безлад. У всій цій плутанині, він зустрічає Никиту Хоніята і рятує його. Никита вражений здатністю Бавдоліно вивчити нову мову тільки-но почувши її. Бавдоліно, сказавши, що він не є учасником хрестового походу, починає детально розповідати Никиті про своє життя.
Його історія починається 1155 року, коли Бавдоліно — надзвичайно талановитого італійського сільського хлопчину — купує і всиновлює імператор Фрідріх Барбаросса. При дворі його навчають читати та писати латиною, а на полі битви він дізнається про боротьбу за владу в тогочасній північній Італії. Згодом хлопчину відправляють навчатися до Парижа.
В Парижі Бавдоліно стає другом Архипоета, Абдула, Робера де Борона та Кіота та дізнається про королівство Пресвітера Йоана. Відтоді він мріє здійснити подорож до тих легендарних земель.
Загалом, перша частина твору дотримується деяких історичних подій XII, зокрема робиться акцент на марні намагання Фрідріха Барбаросси підкорити Північну Італію. Бавдоліно, будучи улюбленим пасинком імператора, залишається вірним своїй батьківщині та відіграє ключову роль у примиренні Фрідріха з щойно утвореним непокірливим містом Алессандрія; він знаходить спосіб для імператора визнати Алессандрію, не нашкодивши своїй репутації владики.
Ключовим елементом сюжету є випадкова смерть Фрідріха Барбаросси під час Другого хрестового походу. Еко пише, що Барбаросса насправді не потонув у річці, як це ми знаємо з історії, а його спіткала загадкова смерть у палаці армянського шляхтича. Вводиться класична детективна схема вбивства в зачиненій кімнаті, а Бавдоліно виступає у ролі детектива та намагається розгадати майстерний спосіб вбивства імператора.
Після смерті імператора, Бавдоліно разом із друзями вирушає у подорож, що триває 15 років, аби знайти королівство Пресвітера Йоана. Ця частина книги не зображує жодних історичних подій, а цілком побудована на різних європейських міфах про Азію — вищезгаданому королівстві Пресвітера Йоана, єврейському міфі про десять втрачених колін та річку Самбатіон. Бавлоліно зустрічає євнухів, єдинорогів, блеміїв, сціаподів та пігмеїв. В певний момент розповіді, він закохується в Гіпатію (вона наполовину сатир), яка розкриває йому ідеї гностицизму.
Після багатьох важких пригод, зокрема зруйнування білими гунами міста Пндапецім та полону, Бавдоліно разом із вцілілими друзями повертається до Константинополя — вихідної точки розповіді. Розумний та радше цинічний Никита Хоніят допомагає Бавдоліно дійти правди щодо смерті Фрідріха Барбаросси.

## Персонажі
| Umbrella Foot                                                                           | Devil Man  |
| Headless                                                                                | Large Ears |
| З «Нюрнберзької хроніки» Шеделя : сціопод та сатир (зверху); блеммія та панотія(знизу). |            |

### Винайдені Еко
- Бавдоліно — молодик з Алессандрії, протагоніст, очевидно натяк на святого покровителя
- Сціопод Ґаваґай
- Імовірні спадкоємці Гіпатії
- Диякон Йоан — правитель у Пндапецім, прототип Балдуїна IV

### Інші вигадані чи легендарні істоти
- Кіот (поет)
- Пресвітер Йоан
- Василіск
- Мантікора
- Химера
- Сатири
- Блеммії
- Панотії
- Єдиноріг
- Песиголовці
- Птах Рух

### Історичні персоналії
- Фрідріх I Барбаросса
- Никита Хоніят
- Робер де Борон
- Реґінальд, архієпископ Кельнський
- Хасан ібн Саббах
- Олександр III
- Беатриса Бургундська
- Архипоет
- Отто Фрейзинський
- Представник давнього роду Арцруніди
- Андронік I Комнін
- Ісаак II Ангел
- Беда Преподобний
- Ефталіти
- Енріко Дандоло

## Український переклад
Еко У. Бавдоліно. — Х.: Фоліо, 2009. — 444 с. (переклад Мар'яни Прокопович)